# Distretto di El Bayadh
Il distretto di El Bayadh è un distretto della provincia di El Bayadh, in Algeria.

## Comuni
Il distretto di El Bayadh comprende 1 comune:
- El Bayadh